# Élections des gouverneurs américains de 2017
Les élections des gouverneurs américains de 2017 ont lieu le 7 novembre 2017 dans deux États des États-Unis : le New Jersey détenu par le républicain Chris Christie et la Virginie détenue par le démocrate Terry McAuliffe. Ces deux gouverneurs ont effectué le maximum de mandats permis par la constitution de chaque État.

## Résultats
| États      | Gouverneur sortant | Gouverneur sortant | Gouverneur élu | Gouverneur élu |
| ---------- | ------------------ | ------------------ | -------------- | -------------- |
| New Jersey |                    | Chris Christie     |                | Philip Murphy  |
| Virginie   |                    | Terry McAuliffe    |                | Ralph Northam  |

## Situation par État

### New Jersey

#### Primaire républicaine

Candidat en tête par comté :
Kim Guadagno
Jack Ciattarelli

| Candidat         | Voix    | %     |
| ---------------- | ------- | ----- |
| Kim Guadagno     | 113 846 | 46,70 |
| Jack Ciattarelli | 75 556  | 30,99 |
| Hirsh Singh      | 23 728  | 9,73  |
| Joseph R. Rullo  | 15 816  | 6,49  |
| Steven Rogers    | 14 187  | 5,82  |
| Write-In         | 638     | 0,26  |

#### Primaire démocrate

Candidat en tête par comté :
Ralph Northam
Tom Perriello

Candidat en tête par comté :
Phil Murphy
John Wisniewski

| Candidat           | Voix    | %     |
| ------------------ | ------- | ----- |
| Philip Murphy      | 243 643 | 48,37 |
| Jim Johnson        | 110 250 | 21,89 |
| John S. Wisniewski | 108 532 | 21,55 |
| Raymond J. Lesniak | 24 318  | 4,83  |
| William Brennan    | 11 263  | 2,24  |
| Mark Zinna         | 5 213   | 1,03  |
| Write-In           | 463     | 0,09  |

#### Élection générale
| Candidat            | Parti               | Parti                 | Voix      | %     |
| ------------------- | ------------------- | --------------------- | --------- | ----- |
| Philip Murphy       |                     | Démocrate             | 1 165 001 | 55,64 |
| Kim Guadagno        |                     | Républicain           | 885 387   | 42,28 |
| Gina Genovese       |                     | Reduce Property Taxes | 11 921    | 0,57  |
| Peter J. Rohrman    |                     | Libertarien           | 10 322    | 0,49  |
| Seth Kaper-Dale     |                     | Vert                  | 9 788     | 0,47  |
| Matthew Riccardi    |                     | Constitution          | 6 720     | 0,32  |
| Vincent Ross        |                     | We the People         | 4 834     | 0,23  |
|                     |                     |                       |           |       |
| Total/participation | Total/participation | Total/participation   | 2 111 013 | 19,10 |

### Virginie

#### Primaires républicaines

Candidat en tête par comté :
Ed Gillespie
Corey Stewart

| Candidat      | Voix    | %    |
| ------------- | ------- | ---- |
| Ed Gillespie  | 160 100 | 43,7 |
| Corey Stewart | 155 780 | 42,5 |
| Frank Wagner  | 50 394  | 13,7 |

#### Primaire démocrate
- Ralph Northam
- Tom Perriello

| Candidat      | Voix    | %     |
| ------------- | ------- | ----- |
| Ralph Northam | 303 846 | 55,92 |
| Tom Perriello | 239 505 | 44,08 |

#### Élection générale
| Candidat            | Parti               | Parti               | Voix      | %     |
| ------------------- | ------------------- | ------------------- | --------- | ----- |
| Ralph Northam       |                     | Démocrate           | 1 409 175 | 53,90 |
| Ed Gillespie        |                     | Républicain         | 1 175 731 | 44,97 |
| Cliff Hyra          |                     | Libertarien         | 27 987    | 1,07  |
|                     |                     | Write-ins           | 1 389     | 0,05  |
| Total/participation | Total/participation | Total/participation | 2 612 848 | 36,93 |